# Сан-Фелиш-да-Маринья
Сан-Фелиш-да-Маринья (порт. São Félix da Marinha)  —  населённый пункт и район в Португалии,  входит в округ Порту. Является составной частью муниципалитета  Вила-Нова-де-Гайа. Находится в составе крупной городской агломерации Большой Порту. По старому административному делению входил в провинцию Дору-Литорал. Входит в экономико-статистический  субрегион Большой Порту, который входит в Северный регион. Население составляет 11 171 человек на 2001 год. Занимает площадь 9,00 км².